# Stade bordelais (football)
 (septembre 2023).
Si vous disposez d'ouvrages ou d'articles de référence ou si vous connaissez des sites web de qualité traitant du thème abordé ici, merci de compléter l'article en donnant les références utiles à sa vérifiabilité et en les liant à la section « Notes et références ».
Pour les articles homonymes, voir Stade bordelais.
Maillots
Actualités
Dernière mise à jour : 12 novembre 2024.
Le Stade bordelais est un club français fondé en 1894 à Bordeaux et situé au Bouscat, dans la banlieue nord-ouest de la cité girondine . C'est la section football du club omnisports du même nom. Aujourd’hui, le club évolue en Régional 1.

## Histoire

### Formation
En 1889 est créé le Stade bordelais, pratiquant au départ le rugby, l'athlétisme et le tennis.
En 1894, fut créé une section football, date de fondation du club qui évoluera quelques années plus tard au plus haut niveau du championnat du Comité de Guyenne et de Gascogne.

### Années 1900
Le Stade bordelais s'impose comme le club phare du football bordelais dès 1895. De 1902 à 1914, le club emporte huit fois de suite le championnat du Comité Guyenne et Gascogne, face à Burdigala, La Comète et Simiot, le SAB et le Sporting club de la Bastidienne.
La fondation en 1907 de la Vie au Grand Air du Médoc (VGAM) des frères Gasqueton vient remettre en cause la suprématie du Stade. En 1908, le Stade réussit obtient les titres de champion de la Côte d'Argent des séries 1, 2 et 3. Le club reproduit cet exploit lors des saisons 1910 et 1911.
De 1902 à 1910, le S.B.U.C. conquiert neufs titres consécutifs de Championnat de France de football (USFSA) des équipes secondes, qui témoignent de la structuration et du niveau d'organisation atteint par le club.

### Années 1910
En 1910, le Stade bordelais possède trois équipes de football inscrites en compétition, et la section est alors au sommet de sa gloire. Elle a formé de nombreux joueurs de talent et les grandes rencontres disputées au Stade Sainte-Germaine rassemblent souvent plus de 10 000 spectateurs. Les footballeurs sbucistes remportent la « Coupe nationale » de l’USFSA (on dirait aujourd'hui la « Coupe de France ») en 1910, en battant à Paris le RC Calais par 4 buts à 2. L'équipe du SBUC est d'ailleurs redoutable dans ce genre d’épreuve et elle va récidiver en s'inscrivant au « Challenge du Sud de la France ».
En 1909, un riche homme d'affaires toulousain, Paul Labat, avait permis la création de ce challenge rassemblant les meilleurs clubs espagnols et ceux du Sud de la France.
Au mois de mars 1911, après la fin de la saison, Fernand de Zangronitz, président de la section football du SBUC, réalise un recrutement prestigieux. Le Stade bordelais élimine le Real Unión Club d'Irun, à Dax, avant de s'incliner en finale à Toulouse face au vainqueur de l'édition précédente, le FC Barcelone sur le score de 4 buts à 2.
La saison suivante en 1912, le Stade bordelais s'incline de nouveau en finale face au FC Barcelone sur le même score de 4 buts à 2.
Le FC Barcelona est 4 fois vainqueur de l'épreuve.

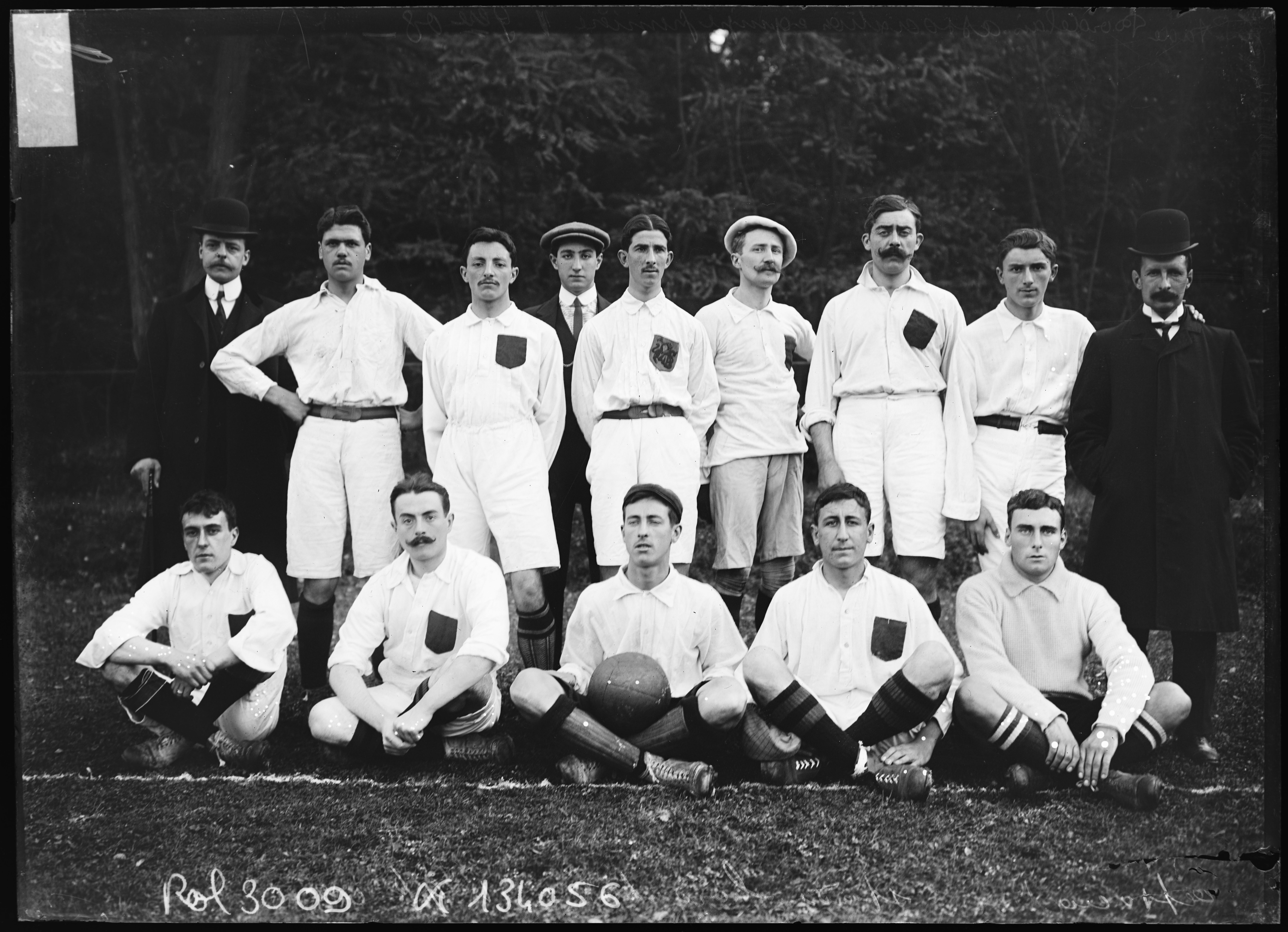
Stade bordelais en 1908
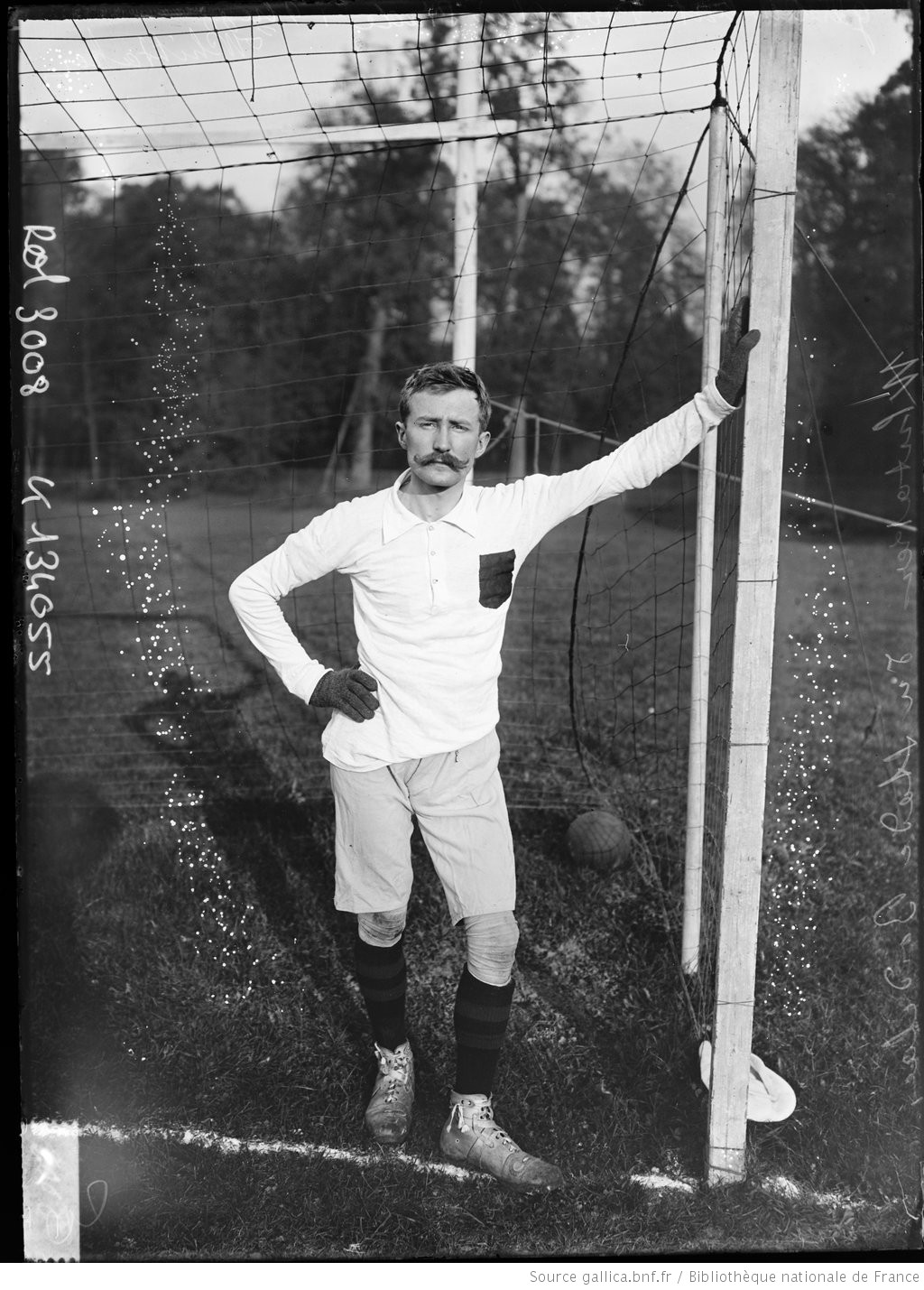
Whitaker, gardien de but du Stade bordelais en 1908

### Années 1920

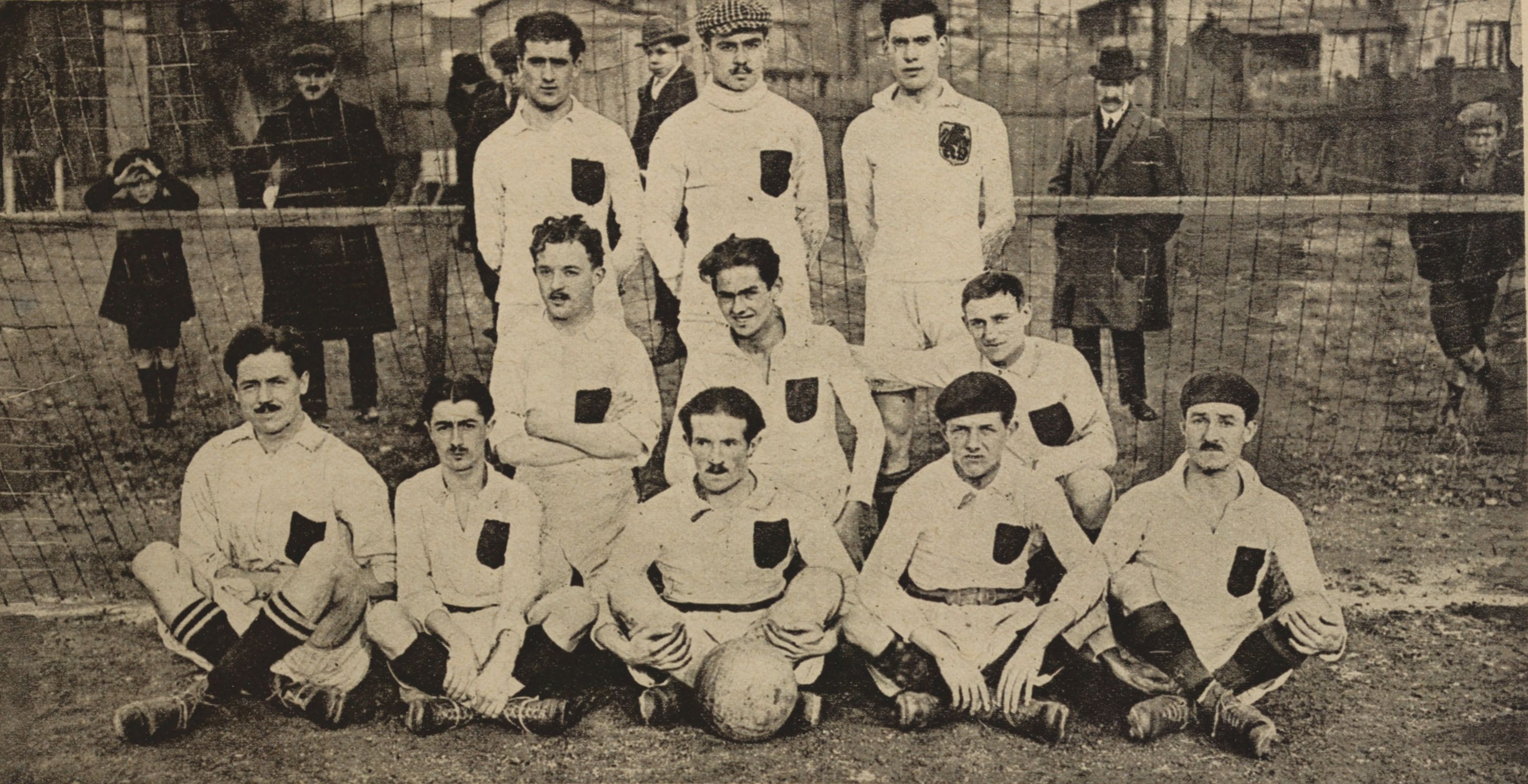
Le Stade Bordelais, champion du Sud-Ouest de la saison 1919-1920. De gauche à droite, au troisième rang: Calpena, Lautier, Aburto; au milieu Poulain, Isambert, Fort; au premier plan : WiIiter, Paquet, Saint-Gaudens, Delord et Lassalle.

Après la Première Guerre mondiale, le Stade bordelais reste le club phare de Bordeaux et d'Aquitaine.
Le Stade bordelais va jusqu'en 1/8ème de finale lors de la coupe de France 1919-1920, où il perd contre VGA Médoc (3-0).
Le Stade bordelais est titré champion de la Ligue du Sud-Ouest en 1919-1920.
La saison suivante, le club atteint les Seizièmes de finale de la Coupe de France de football 1920-1921, éliminé par le Racing Club de France.
Lassale fait partie des vingt-deux joueurs qui ont été sélectionnés par l' Équipe de France de football aux Jeux olympiques de 1920 pour les Jeux olympiques de 1920.

### Refus du professionnalisme
Au début des années 1930, le professionnalisme arrive en France. Le club y est fermement opposé, et voit des clubs comme Sporting Club de la Bastidienne, Club Deportivo Espagnol Bordeaux, puis la fusion de ces deux derniers en Football Club hispano-bastidien et finalement les voisins du Football Club des Girondins de Bordeaux tenter l'aventure professionnelle.
Le Stade bordelais vit désormais dans l'ombre de ce dernier lorsque celui-ci adhérera au professionnalisme au début des années 1930.

### Après-Guerre
En 1973 le bordelais Jacques Delpeu décide de racheter le club à la suite d’une longue négociation avec le maire de Bordeaux. Il entamera une grande reconstruction du club dans les années qui suivront et reste pour toujours une grande icône du club qui s’est battue pour redorer le blason du club.
Le Stade bordelais restera alors jusqu'à nos jours un bon club de football évoluant au plus haut niveau amateur et niveau auquel il évolue d'ailleurs actuellement.

### Années 2000
En 2013, le club change de nom du fait de la fusion entre l’ASPTT Bordeaux et du Stade bordelais, deux des quatre clubs omnisports centenaires de Bordeaux avec le Bordeaux Etudiants Club et le célèbre Girondins de Bordeaux, aux passés non moins prestigieux pour s'appeler Stade bordelais-ASPTT football.
Lors de la coupe de France 2012-2013, le Stade bordelais-ASPTT football se qualifie en seizièmes de finale, en éliminant notamment l'USJA Carquefou (National) et les Chamois niortais (Ligue 2). Le club échoue à ce stade par une défaite face au Racing Club de Lens (Ligue 2) sur le score de 3 buts à 0.
Champion de CFA 2 en 2017, le club est promu en CFA, aujourd'hui appelé National 2, à la fin de la saison 2016-2017, soit le quatrième échelon national du football français.
Lors de la Coupe de France 2017/2018, le club est éliminé lors du 8ème tour par les Chamois Niortais.
En 2018, le club omnisports choisit de se retirer de la Fédération sportive des ASPTT et reprend son ancienne dénomination en octobre 2018. Un nouveau club, l'ASPTT Bordeaux Métropole est alors fondé et rejoint la fédération, les deux entités étant donc de nouveau séparées.
Aujourd'hui, l'effectif du Stade bordelais  est principalement composé de joueurs passés par le centre de formation des Girondins de Bordeaux ou de joueurs issus de la région.

## Saisons du Stade bordelais
| Saison    | Niveau                | Groupe  | Clas.      |
| --------- | --------------------- | ------- | ---------- |
| 1923-1924 | DH Ligue du Sud-Ouest | S-OUE   | 1er        |
| 1924-1925 | DH Ligue du Sud-Ouest | S-OUE   |            |
| 1925-1926 | DH Ligue du Sud-Ouest | S-OUE   | 1er        |
| 1926-1927 | DH Ligue du Sud-Ouest | S-OUE   |            |
| 1927-1928 | DH Ligue du Sud-Ouest | S-OUE-B | 2e         |
| 1928-1929 | DH Ligue du Sud-Ouest | S-OUE-B | 2e         |
| 1929-1930 | DH Ligue du Sud-Ouest | S-OUE   |            |
| 1930-1931 | DH Ligue du Sud-Ouest | S-OUE   |            |
| 1931-1932 | DH Ligue du Sud-Ouest | S-OUE   |            |
| 1932-1933 | DH Ligue du Sud-Ouest | S-OUE-A | 5e         |
| 1933-1934 | DH Ligue du Sud-Ouest | S-OUE   | 4e         |
| 1934-1935 | DH Ligue du Sud-Ouest | S-OUE   | 6e         |
| 1935-1936 | DH Ligue du Sud-Ouest | S-OUE   | 8e         |
| 1936-1937 | DH Ligue du Sud-Ouest | S-OUE   | 8e         |
| 1937-1938 | DH Ligue du Sud-Ouest | S-OUE   | 7e         |
| 1938-1939 | DH Ligue du Sud-Ouest | S-OUE   | 10e        |
| 1942-1943 | DH Ligue du Sud-Ouest | S-OUE-A | 3e         |
| 1944-1945 | DH Ligue du Sud-Ouest | S-OUE   | 8e         |
| 1947-1948 | DH Ligue du Sud-Ouest | S-OUE   | 3e         |
| 1948-1949 | CFAM                  | Ouest   | 9e         |
| 1949-1950 | DH Ligue du Sud-Ouest | S-OUE   | 1er        |
| 1950-1951 | CFAM                  | Ouest   | 8e         |
| 1951-1952 | CFAM                  | Ouest   | 12e        |
| 1952-1953 | DH Ligue du Sud-Ouest | S-OUE   | 10e        |
| 1967-1968 | DH Ligue du Sud-Ouest | S-OUE   | 6e         |
| 1968-1969 | DH Ligue du Sud-Ouest | S-OUE   | 6e         |
| 1969-1970 | DH Ligue du Sud-Ouest | S-OUE   | 14e        |
| 1970-1971 | DH Ligue du Sud-Ouest | S-OUE   |            |
| 1971-1972 | DH Ligue du Sud-Ouest | S-OUE   |            |
| 1972-1973 | DH Ligue du Sud-Ouest | S-OUE   |            |
| 1973-1974 | DH Ligue du Sud-Ouest | S-OUE   | 11e        |
| 1974-1975 | DH Ligue du Sud-Ouest | S-OUE   |            |
| 1975-1976 | PH Ligue du Sud-Ouest | S-OUE   |            |
| 1976-1977 | PH Ligue du Sud-Ouest | S-OUE   |            |
| 1977-1978 | DH Ligue du Sud-Ouest | S-OUE   | 11e        |
| 1978-1979 | DH Ligue du Sud-Ouest | S-OUE   | 5e         |
| 1979-1980 | DH Ligue du Sud-Ouest | S-OUE   | 7e         |
| 1980-1981 | DH Ligue du Sud-Ouest | S-OUE   | 11e        |
| 1981-1982 | PH Ligue d'Aquitaine  | AQU     |            |
| 1982-1983 | PH Ligue d'Aquitaine  | AQU     |            |
| 1983-1984 | DH Ligue d'Aquitaine  | AQU     | 8e         |
| 1984-1985 | DH Ligue d'Aquitaine  | AQU     | 8e         |
| 1985-1986 | DH Ligue d'Aquitaine  | AQU     | 11e        |
| 1986-1987 | DHR Ligue d'Aquitaine | AQU     |            |
| 1987-1988 | DH Ligue d'Aquitaine  | AQU     | 4e         |
| 1988-1989 | DH Ligue d'Aquitaine  | AQU     | 2e         |
| 1989-1990 | DH Ligue d'Aquitaine  | AQU     | 6e         |
| 1990-1991 | DH Ligue d'Aquitaine  | AQU     | 5e         |
| 1991-1992 | DH Ligue d'Aquitaine  | AQU     | 11e        |
| 1992-1993 | DHR Ligue d'Aquitaine | AQU-B   | 7e         |
| 1993-1994 | DHR Ligue d'Aquitaine | AQU-B   | 2e         |
| 1994-1995 | DH Ligue d'Aquitaine  | AQU     | 4e         |
| 1995-1996 | DH Ligue d'Aquitaine  | AQU     | 2e         |
| 1996-1997 | DH Ligue d'Aquitaine  | AQU     | 1er        |
| 1997-1998 | CFA 2 1997-1998       | E       | 3e         |
| 1998-1999 | CFA 1998-1999         | C       | 12e        |
| 1999-2000 | CFA 1999-2000         | C       | 16e        |
| 2000-2001 | CFA 2 2000-2001       | F       | 9e         |
| 2001-2002 | CFA 2 2001-2002       | F       | 7e         |
| 2002-2003 | CFA 2 2002-2003       | F       | 13e        |
| 2003-2004 | DH Ligue d'Aquitaine  | AQU     | 1er        |
| 2004-2005 | CFA 2 2004-2005       | E       | 5e         |
| 2005-2006 | CFA 2 2005-2006       | F       | 1er        |
| 2006-2007 | CFA 2006-2007         | C       | 13e        |
| 2007-2008 | CFA 2007-2008         | D       | 13e        |
| 2008-2009 | CFA 2008-2009         | C       | 17e        |
| 2009-2010 | CFA 2 2009-2010       | F       | 10e        |
| 2010-2011 | CFA 2 2010-2011       | F       | 3e         |
| 2011-2012 | CFA 2 2011-2012       | F       | 1er        |
| 2012-2013 | CFA 2012-2013         | D       | 12e        |
| 2013-2014 | CFA 2013-2014         | D       | 8e         |
| 2014-2015 | CFA 2014-2015         | D       | 3e         |
| 2015-2016 | CFA 2015-2016         | D       | 15e        |
| 2016-2017 | CFA 2 2016-2017       | H       | 1er        |
| 2017-2018 | National 2 2017-2018  | A       | 13e        |
| 2018-2019 | National 2 2018-2019  | B       | 11e        |
| 2019-2020 | National 2 2019-2020  | C       | 16e        |
| 2020-2021 | National 3 2020-2021  | A       | Non classé |
| 2021-2022 | National 3 2021-2022  | A       | 1er        |
| 2022-2023 | National 2 2022-2023  | D       | 14e        |
| 2023-2024 | National 3 2023-2024  | B       |            |

## Palmarès
| Compétitions nationales | Compétitions régionales |
| --- | --- |
| - CFA/National 2 (0) - Meilleure performance : 3e en 2015 - CFA 2/National 3 (3) - Champion : 2006, 2012, 2017, 2022 - Coupe de France (0) - Meilleure performance : 16e de finale en 2013 | - DH Aquitaine (3) - Champion : 1950, 1997, 2004 - Coupe des Pyrénées (0) - Finaliste : 1912 - Championnat du comité de Guyenne et de Gascogne (?) - Champion : entre 1902 et 1914 |
| | |

## Personnalités du club

### Président
- 1974-1990 :  Jacques Delpeu
- ? :  Alain Fournier
- ? :  Jacques Chatenet
- ? :  Bernard Loumandet

### Entraîneurs
- 1954-1963 :  Jean Batmale
- 1998-2000 : Pascal Boudot  Alain Rouvillois
- 2008-2009 :  Christophe Auboin
- 2009-2013 :  Laurent Dauriac
- 2013-2016 :  Frédéric Parisot
- 2016-2022 :  Alexandre Torres
- 2022-2023 :  Nicolas Piresse
- depuis 2023 :  Antoine Verges[8]

## Image et identité

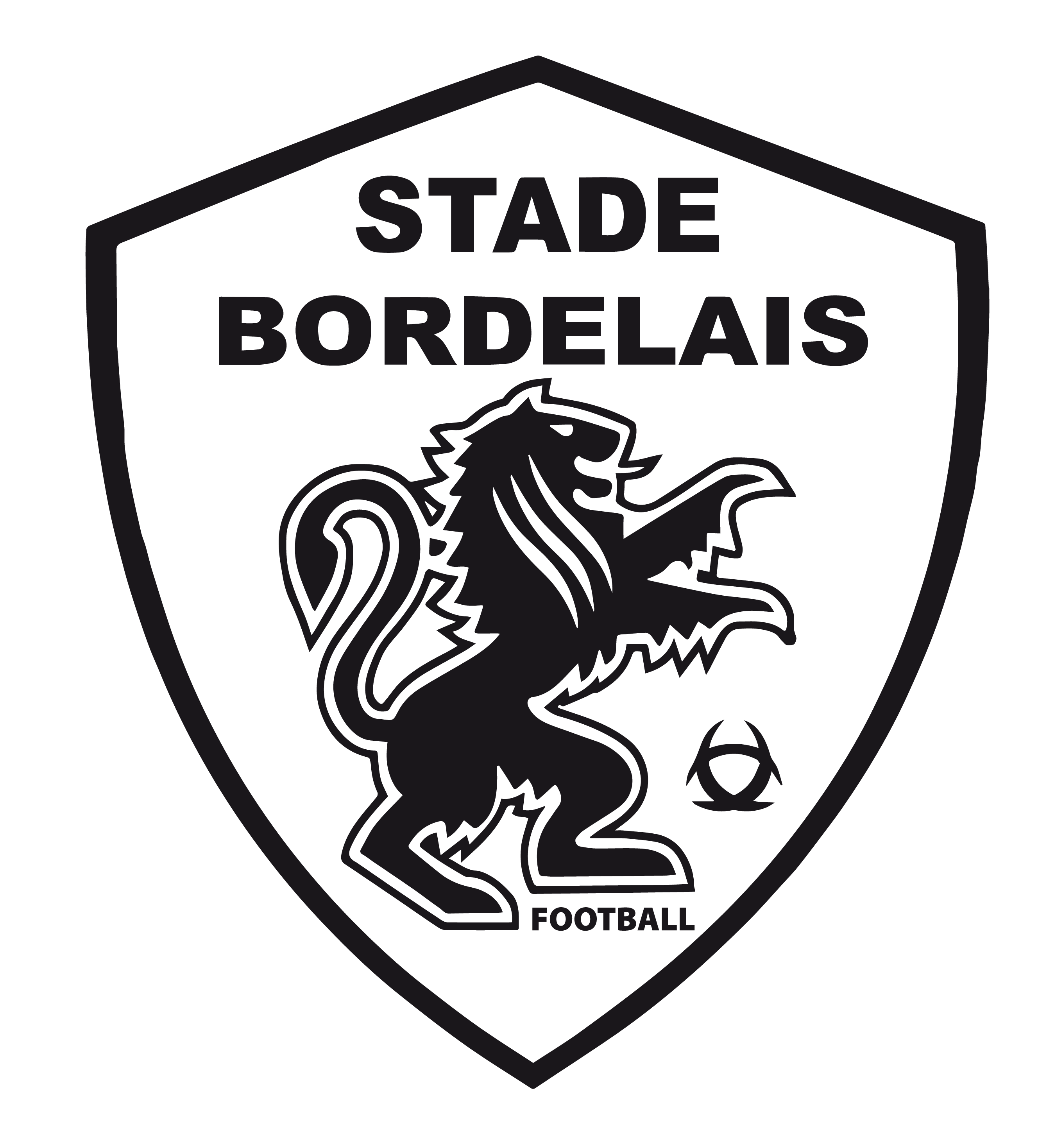
Blason actuel